# Sydöstra Fullerö
Sydöstra Fullerö är en tätort i Ärentuna distrikt och Gamla Uppsala distrikt i Uppsala kommun o Uppsala län, belägen sydväst om Storvreta. 
Bebyggelsen, som huvudsakligen består av småhus uppförda under senare delen av 2010-talet, avgränsades till en tätort av SCB år 2018 namnsatt till Sydöstra Fullerö.